# Kate és Leopold
A Kate és Leopold (eredeti címe: Kate and Leopold) 2001-ben bemutatott amerikai romantikus vígjáték James Mangold rendezésében. A forgatókönyvet Mangold és Steven Rogers készítették. A produkció főbb szerepeiben Liev Schreiber, Hugh Jackman és Meg Ryan. 2001. december 11-én mutatták be az Egyesült Államokban. Magyarországon 2002. május 2-től volt megtekinthető a mozikban. A filmet egy Oscar- és két Golden Globe-díjra jelölték, amelyből a legjobb betétdal kategóriában nyert a Sting által előadott Until... című dallal.

## Cselekmény
Leopold Albany árva és elszegényedett harmadik hercege, aki nagybátyjánál él New Yorkban. Leopold ügyes tervező, aki jelenleg a Brooklyn hídon dolgozik, észrevesz egy szokatlan férfit, aki a tervrajzait fényképezi. Mikor üldözőbe veszi, véletlenül beleesik egy időportálba, és a férfi lakásán köt ki. A férfi, akit Stuartnak hívnak, elárulja neki, hogy csak egy hét múlva nyílik meg a kapu újra. Mikor Stuart beleesik egy üres liftaknába, Leopold magára marad. 
A férfi megismerkedik Stuart voltbarátnőjével, Kate-tel, aki a földszinten lakik. Kate lenyűgözi Leopoldot a karrierista törekvéseivel, míg a nőt a férfi romantikussága veszi le a lábáról. A férfi eleganciája miatt sokan azt hiszik, hogy színész, Kate-nek pedig sikerül egy meghallgatást intéznie egy margarinreklámhoz. Leopold udvarolni kezd Kate-nek, elviszi a lányt vacsorázni és hegedűművészt hív. Mikor megtalálják nagybátyja házát a modern időkben, Leopold elhozza gyerekkori kincseit és édesanyja gyűrűjét, amellyel meg akarja kérni Kate kezét. A kapcsolatuk azonban feszélyezetté válik, mikor Leopold kisétál a margarinreklám forgatásáról, és Kate-tel összevesznek. Stuart visszatér Leopoldhoz, és visszaküldi a saját idejébe, azonban rábukkannak egy fényképre. A fotón megtalálják Kate-et az 1876-os bálon Leopold mellett. A nő rájön, hogy a jövője valószínűleg a múltban van, ezért követi Leopoldot, aki végül megkéri a kezét. A bálon kiderül, hogy Kate Stuart dédnagyanyja.

## Szereplők
| Szerep            | Színész              | Magyar hangja      |
| ----------------- | -------------------- | ------------------ |
| Kate McKay        | Meg Ryan             | Kisfalvi Krisztina |
| Leopold           | Hugh Jackman         | Széles Tamás       |
| Stuart Besser     | Liev Schreiber       | Epres Attila       |
| Charlie McKay     | Breckin Meyer        | Csőre Gábor        |
| Darci             | Natasha Lyonne       | Závodszky Noémi    |
| J.J. Camden       | Bradley Whitford     | Kőszegi Ákos       |
| Millard nagybácsi | Paxton Whitehead     | Izsóf Vilmos       |
| Dr Geisler        | Spalding Gray        | Cs. Németh Lajos   |
| Bob, kolléga      | Josh Stamberg        | Juhász György      |
| Phil, megrendelő  | Matthew Sussman      | Wohlmuth István    |
| Patrice           | Charlotte Ayanna     | Agócs Judit        |
| Otis              | Philip Bosco         | Makay Sándor       |
| Hector            | Cole Hawkins         | n.a                |
| Miss Tree         | Kristen Schaal       | n.a                |
| rendőrnő          | Viola Davis          | n.a                |
| Roebling          | Andrew Jack          | Kajtár Róbert      |
| Gracy             | Arthur J. Nascarella | n.a                |

## Fogadtatás

### Kritikai visszhang
A filmet vegyesen értékelték a kritikusok. A Rotten Tomatoeson 52%-os minősítést ért el 134 értékelés alapján, az összefoglaló szerint: „Bár Jackman elbűvölő, a Kate és Leopold unalmas és kiszámítható, az időutazás forgatókönyve pedig nélkülözi a belső logikát.” Peter Bradshaw a Guardiantől azt írta: „Micsoda ostoba, kötélhosszú ostobaság James Mangold rendezőtől és társ-forgatókönyvírótól, aki az Észvesztő és a Cop Land című filmeket adta nekünk.” Desson Thomson a Washington Posttól azt írta: „A sokadik romantikus vígjátékszerepét játszó, felejthető mainstream forgatókönyvben szereplő Ryan úgy tűnik, elvesztette minden vonzerejét.” Jay Carr a Boston Globe-tól ellenben bűbájosnak találta a filmet.
A Metacritic 44 pontot adott a 100-ból 27 vélemény alapján. Roger Ebert azt írta: „Meg Ryan úgy csinálja ezt a fajta dolgot, ahogy csak lehet, és A szerelem hullámhosszán és A szerelem hálójában után itt egy újabb zseniális cselekmény, amely azzal kecsegtet, hogy az igaz szerelem kudarcot vall, miközben arra kacsintgat, hogy természetesen győzni fog.” Lael Loewenstein a Varietytől azt írta: „Egy időutazós romantikus vígjáték, amelynek legjobb elemei - Meg Ryan és Hugh Jackman - legyőzik a zavaró cselekményszálakat, a laza szálakat és a különféle mesterkéltségeket, és így egy többnyire bájos és szórakoztató történetet alkotnak.” Michael Wilmington a Chicago Tribune-től azt írta: „Egy nyomasztóan aranyos manhattani időutazós romantikus vígjáték, amely eltévedt az időben, a térben és a klisékben.”

### Bevétel adatai
A Box Office Mojo szerint 76 millió dolláros bevételt ért el, a költségvetésről nincs adat.

## Fontosabb díjak és jelölések
| Esemény               | Díj              | Kategória                                                       | Eredmény |
| --------------------- | ---------------- | --------------------------------------------------------------- | -------- |
| 59. Golden Globe-gála | Golden Globe-díj | Legjobb férfi főszereplő (vígjáték vagy musical) – Hugh Jackman | Jelölve  |
| 59. Golden Globe-gála | Golden Globe-díj | Legjobb eredeti filmbetétdal – "Until…"                         | Elnyerte |
| 74. Oscar-gála        | Oscar-díj        | Legjobb eredeti dal – "Until…"                                  | Jelölve  |